# Athlétisme aux Jeux asiatiques de 2010
Navigation
Édition précédente Édition suivante
Les épreuves d'athlétisme des Jeux asiatiques de 2010 ont eu lieu du 21 au 27 novembre 2010 au Stade olympique du Guangdong à Canton, en Chine.

## Résultats

### Hommes
| 100 m | Lao Yi (CHN) 10 s 24                                                                                 | Yasir Baalghayth A Alnashri (KSA) 10 s 26                                               | Barakat al-Harthi (OMA) 10 s 28                                                                 |
| 200 m | Femi Ogunode (QAT) 20 s 43 (PB)                                                                      | Kenji Fujimitsu (JPN) 20 s 74                                                           | Omar Al Salfa (UAE) 20 s 83                                                                     |
| 400 m | Femi Ogunode (QAT) 45 s 12 (PB)                                                                      | Yūzō Kanemaru (JPN) 45 s 32 (SB)                                                        | Yousef Masrahi (KSA) 45 s 71                                                                    |
| 800 m | Sajjad Moradi (IRN) 1 min 45 s 45                                                                    | Adnan Taess Akkar (IRQ) 1 min 45 s 88 (PB)                                              | Musaab Bala (QAT) 1 min 46 s 19 (PB)                                                            |
| 1 500 m | Mohammed Shaween (KSA) 3 min 36 s 49                                                                 | Sajjad Moradi (IRN) 3 min 37 s 09 (PB)                                                  | Belal Mansoor Ali (BHR) 3 min 38 s 39                                                           |
| 5 000 m | Ali Hasan Mahboob (BHR) 13 min 47 s 86 (SB)                                                          | James Kwalia (QAT) 13 min 48 s 55                                                       | Felix Kibore (QAT) 13 min 49 s 31                                                               |
| 10 000 m | Bilisuma Shugi (BHR) 27 min 32 s 72 (PB)                                                             | Essa Ismail Rashed (QAT) 27 min 33 s 09 (SB)                                            | Mahboob Ali Hassan (BHR) 27 min 40 s 07 (SB)                                                    |
| 3 000 m steeple | Tareq Mubarak Taher (BHR) 8 min 25 s 89                                                              | Thamer Kamal Ali (QAT) 8 min 26 s 27                                                    | Ali Ahmed Al-Amri (KSA) 8 min 30 s 96                                                           |
| 110 m haies | Liu Xiang (CHN) 13 s 09 (SB)                                                                         | Shi Dongpeng (CHN) 13 s 38 (SB)                                                         | Park Tae-kyong (KOR) 13 s 48 (PB)                                                               |
| 400 m haies | Joseph G. Abraham (IND) 49 s 96 (SB)                                                                 | Bandar Sharahili (KSA) 50 s 29                                                          | Naohiro Kawakita (JPN) 50 s 37                                                                  |
| Marathon | Ji Young-jun (KOR) 2 h 11 min 11 s                                                                   | Yukihiro Kitaoka (JPN) 2 h 12 min 46 s                                                  | Mubarak Hassan Shami (QAT) 2 h 12 min 53                                                        |
| 20 km marche | Wang Hao (CHN) 1 h 20 min 50 s (SB)                                                                  | Chu Yafei (CHN) 1 h 21 min 57 s                                                         | Kim Hyun-sub (KOR) 1 h 22 min 47 s                                                              |
| 50 km marche | Si Tianfeng (CHN) 3 h 47 min 04 s (CR, SB)                                                           | Li Lei (CHN) 3 h 47 min 34 s (PB)                                                       | Koichiro Morioka (JPN) 3 h 47 min 41 s (PB)                                                     |
| 4 × 100 m | Chine Lu Bin Liang Jiahong Su Bingtian Lao Yi 38 s 78 (PB)                                           | Taipei chinois Wang Wen Tang Liu Yuan-Kai Tsai Meng Lin Yi Wei Chen 39 s 05             | Thaïlande Poommanus Jankem Wachara Sondee Jirapong Meenapra Sittichai Suwonprateep 39 s 09 (SB) |
| 4 × 400 m | Arabie saoudite Ismail Al Sibyani Mohammed al-Salhi Hamed Al Bishi Yousef Masrahi 3 min 02 s 30 (NR) | Japon Yusuke Ishitsuka Kenji Fujimitsu Hideyuki Hirose Yūzō Kanemaru 3 min 02 s 43 (SB) | Chine Lin Yang Deng Shijie Chang Pengben Liu Xiaosheng 3 min 03 s 66 (NR)                       |
| Saut en hauteur | Mutaz Barshim (QAT) 2,27 m                                                                           | Hiromi Takahari (JPN) 2,23 m (PB)                                                       | Rashidahmed Al Mannai (QAT) 2,19 m                                                              |
| Saut en hauteur | Mutaz Barshim (QAT) 2,27 m                                                                           | Hiromi Takahari (JPN) 2,23 m (PB)                                                       | Huang Haiqiang (CHN) 2,19 m                                                                     |
| Saut en hauteur | Mutaz Barshim (QAT) 2,27 m                                                                           | Hiromi Takahari (JPN) 2,23 m (PB)                                                       | Vitaliy Tsykunov (KAZ) 2,19 m                                                                   |
| Saut à la perche | Yang Yansheng (CHN) 5,50 m                                                                           | Leonid Andreev (UZB) 5,30 m                                                             | non attribuée                                                                                   |
| Saut à la perche | Yang Yansheng (CHN) 5,50 m                                                                           | Kim Yoo-suk (KOR) 5,30 m                                                                | non attribuée                                                                                   |
| Saut en longueur | Kim Deok-hyeon (KOR) 8,11 m (SB)                                                                     | Su Xiongfeng (CHN) 8,05 m                                                               | Hussein Al-Sabee (KSA) 7,96 m (SB)                                                              |
| Triple saut | Li Yanxi (CHN) 16,94 m (SB)                                                                          | Yevgeniy Ektov (KAZ) 16,86 m (SB)                                                       | Cao Shuo (CHN) 16,84 m                                                                          |
| Lancer du poids | Sultan Alhabashi (KSA) 20,57 m (SB)                                                                  | Zhang Jun (CHN) 19,59 m                                                                 | Chang Ming-Huang (TPE) 19,48 m                                                                  |
| Lancer du disque | Ehsan Hadadi (IRN) 67,99 m (CR)                                                                      | Ahmed Mohammed Dheeb (QAT) 64,56 m (NR)                                                 | Mohammad Samimi (IRN) 63,46m                                                                    |
| Lancer du marteau | Dilshod Nazarov (TJK) 76,44 m                                                                        | Kaveh Mousavi (IRN) 68,90 m                                                             | Hiroaki Doi (JPN) 68,72 m                                                                       |
| Lancer du javelot | Yukifumi Murakami (JPN) 83,15 m (PB)                                                                 | Park Jae-myong (KOR) 79,92 m                                                            | Rinat Tarzumanov (UZB) 79,65 m                                                                  |
| Décathlon | Dmitriy Karpov (KAZ) 8 026 pts                                                                       | Kim Kun-woo (KOR) 7 808 pts                                                             | Vũ Văn Huyện (VIE) 7 755 pts                                                                    |
| Records et Performances - AR : Record continental (area record) - CR : Record des championnats (championship record) - MR : Record du meeting (meet record) - NR : Record national (national record) - OR : Record olympique (olympic record) - PR : Record paralympique (paralympic record) - PB : Record personnel (personal best) - SB : Meilleure performance personnelle de la saison (season's best) - WL : Meilleure performance mondiale de l'année (world leader) - WJR : Record du monde junior (world junior record) - WR : Record du monde (world record) Circonstances et Conditions - DNF : N'a pas terminé (did not finish) - DNS : N'a pas pris le départ (did not start) - DQ : Disqualification (disqualification) - NM : Aucun essai valable enregistré (No Mark) - Q : Qualifié « directement » au prochain tour (ou à la prochaine compétition), lors d'une compétition majeure, grâce au classement ou à la réalisation des minima (automatic qualifier) - q : Qualifié au prochain tour (ou à la prochaine compétition), lors d'une compétition majeure, grâce au repêchage ou à la réalisation de l'une des meilleures performances parmi celles des « non qualifiés directement » (grâce au meilleur temps ou à la meilleure distance par exemple) (secondary qualifier) | |                                                                                         |                                                                                                 |

### Femmes
| 100 m | Chisato Fukushima (JPN) 11 s 33                                                                     | Guzel Khubbieva (UZB) 11 s 34 (SB)                                                              | Vũ Thị Hương (VIE) 11 s 43                                                        |
| 200 m | Chisato Fukushima (JPN) 23 s 62                                                                     | Vũ Thị Hương (VIE) 23 s 74                                                                      | Guzel Khubbieva (UZB) 23 s 87                                                     |
| 400 m | Olga Tereshkova (KAZ) 51 s 97 (SB)                                                                  | Asami Chiba (JPN) 52 s 68                                                                       | Marina Maslyonko (KAZ) 52 s 70                                                    |
| 800 m | Margarita Matsko (KAZ) 2 min 00 s 29 (PB)                                                           | Trương Thanh Hằng (VIE) 2 min 00 s 91 (NR)                                                      | Tintu Luka (IND) 2 min 01 s 36                                                    |
| 1 500 m | Maryam Yusuf Jamal (BHR) 4 min 08 s 22                                                              | Trương Thanh Hằng (VIE) 4 min 09 s 58 (PB)                                                      | Mimi Gebregeiorges (BHR) 4 min 10 s 42                                            |
| 5 000 m | Mimi Gebregeiorges (BHR) 15 min 15 s 59 (PB)                                                        | Preeja Sreedharan (IND) 15 min 15 s 89 (NR)                                                     | Kavita Tungar (IND) 15 min 16 s 54 (PB)                                           |
| 10 000 m | Preeja Sreedharan (IND) 31 min 50 s 47 (NR)                                                         | Kavita Tungar (IND) 31 min 51 s 44 (PB)                                                         | Shitaye Eshete (BHR) 31 min 53 s 27 (PB)                                          |
| 3 000 m steeple | Sudha Singh (IND) 9 min 55 s 47 (NR)                                                                | Yuan Jin (CHN) 9 min 55 s 71                                                                    | Minori Hayakari (JPN) 10 min 01 s 25                                              |
| 100 m haies | Lee Yeon-kyung (KOR) 13 s 23                                                                        | Natalya Ivoninskaya (KAZ) 13 s 24                                                               | Sun Yawei (CHN) 13 s 27                                                           |
| 400 m haies | Ashwini Akkunji (IND) 56 s 15 (PB)                                                                  | Wang Xing (CHN) 56 s 76                                                                         | Satomi Kubokura (JPN) 56 s 83                                                     |
| Marathon | Zhou Chunxiu (CHN) 2 h 25 min 00 s (SB)                                                             | Zhu Xiaolin (CHN) 2 h 26 min 35 s (SB)                                                          | Kim Kum-ok (PRK) 2 h 27 min 06 s                                                  |
| 4 × 100 m | Thaïlande Phatsorn Jaksuninkorn Neeranuch Klomdee Laphassaporn Tawoncharoen Nongnuch Sanrat 44 s 09 | Chine Tao Yujia Liang Qiuping Jiang Lan Ye Jiabei 44 s 22 (SB)                                  | Japon Mayumi Watanabe Momoko Takahashi Yumeka Sano Chisato Fukushima 44 s 41 (SB) |
| 4 × 400 m | Inde Manjeet Kaur Ashwini Chidananda Akkunji Sini Jose Mandeep Kaur 3 min 29 s 02                   | Kazakhstan Marina Maslyonko Viktoriya Yalovtseva Margarita Matsko Olga Tereshkova 3 min 30 s 03 | Chine Zheng Zhihui Tang Xiaoyin Chen Lin Chen Jingwen 3 min 30 s 89               |
| 20 km marche | Liu Hong (CHN) 1 h 30 min 06 s (SB)                                                                 | Masumi Fuchise (JPN) 1 h 30 min 34 s                                                            | Li Yanfei (CHN) 1 h 32 min 34 s                                                   |
| Saut en hauteur | Svetlana Radzivil (UZB) 1,95 m (PB)                                                                 | Nadiya Dusanova (UZB) 1,93 m                                                                    | Anna Ustinova (KAZ) 1,90 m                                                        |
| Saut à la perche | Li Caixia (CHN) 4,30 m                                                                              | Li Ling (CHN) 4,30 m                                                                            | Tomomi Abiko (JPN) 4,15 m                                                         |
| Saut en longueur | Jung Soon-ok (KOR) 6,53 m (SB)                                                                      | Olga Rypakova (KAZ) 6,50 m (SB)                                                                 | Yuliya Tarasova (UZB) 6,49 m                                                      |
| Triple saut | Olga Rypakova (KAZ) 14,78 m                                                                         | Xie Limei (CHN) 14,18 m                                                                         | Thitima Muangjan (THA) 13,85 m                                                    |
| Lancer du poids | Li Ling (CHN) 19,94 m (PB)                                                                          | Gong Lijiao (CHN) 19,67 m                                                                       | Lee Mi-young (KOR) 17,51 m                                                        |
| Lancer du disque | Li Yanfeng (CHN) 66,18 m (SB)                                                                       | Song Aimin (CHN) 64,04 m (SB)                                                                   | Krishna Poonia (IND) 61,94 m                                                      |
| Lancer du marteau | Zhang Wenxiu (CHN) 72,84 m                                                                          | Wang Zheng (CHN) 68,17 m                                                                        | Yuka Murofushi (JPN) 62,94 m                                                      |
| Lancer du javelot | Yuki Ebihara (JPN) 61,56 m (PB)                                                                     | Xue Juan (CHN) 58,72 m                                                                          | Li Lingwei (CHN) 57,61 m                                                          |
| Heptathlon | Yuliya Tarasova (UZB) 5 783 pts                                                                     | Yuki Nakata (JPN) 5 606 pts                                                                     | Pramila Gudandda (IND) 5 415 pts                                                  |
| Records et Performances - AR : Record continental (area record) - CR : Record des championnats (championship record) - MR : Record du meeting (meet record) - NR : Record national (national record) - OR : Record olympique (olympic record) - PR : Record paralympique (paralympic record) - PB : Record personnel (personal best) - SB : Meilleure performance personnelle de la saison (season's best) - WL : Meilleure performance mondiale de l'année (world leader) - WJR : Record du monde junior (world junior record) - WR : Record du monde (world record) Circonstances et Conditions - DNF : N'a pas terminé (did not finish) - DNS : N'a pas pris le départ (did not start) - DQ : Disqualification (disqualification) - NM : Aucun essai valable enregistré (No Mark) - Q : Qualifié « directement » au prochain tour (ou à la prochaine compétition), lors d'une compétition majeure, grâce au classement ou à la réalisation des minima (automatic qualifier) - q : Qualifié au prochain tour (ou à la prochaine compétition), lors d'une compétition majeure, grâce au repêchage ou à la réalisation de l'une des meilleures performances parmi celles des « non qualifiés directement » (grâce au meilleur temps ou à la meilleure distance par exemple) (secondary qualifier) | |                                                                                                 |                                                                                   |

## Tableau des médailles
| Rang  | Nation              | Or | Argent | Bronze | Total |
| ----- | ------------------- | -- | ------ | ------ | ----- |
| 1     | Chine               | 13 | 15     | 8      | 36    |
| 2     | Inde                | 5  | 2      | 4      | 11    |
| 3     | Bahreïn             | 5  | 0      | 4      | 9     |
| 4     | Japon               | 4  | 8      | 8      | 20    |
| 5     | Kazakhstan          | 4  | 4      | 3      | 11    |
| 6     | Corée du Sud        | 4  | 3      | 3      | 10    |
| 7     | Qatar               | 3  | 4      | 4      | 11    |
| 8     | Arabie saoudite     | 3  | 2      | 3      | 8     |
| 9     | Ouzbékistan         | 2  | 3      | 3      | 8     |
| 10    | Iran                | 2  | 2      | 1      | 5     |
| 11    | Thaïlande           | 1  | 0      | 2      | 3     |
| 12    | Tadjikistan         | 1  | 0      | 0      | 1     |
| 13    | Viêt Nam            | 0  | 3      | 2      | 5     |
| 14    | Taipei chinois      | 0  | 1      | 1      | 2     |
| 15    | Irak                | 0  | 1      | 0      | 1     |
| 16    | Oman                | 0  | 0      | 1      | 1     |
| 16    | Corée du Nord       | 0  | 0      | 1      | 1     |
| 16    | Émirats arabes unis | 0  | 0      | 1      | 1     |
| Total | Total               | 47 | 48     | 49     | 144   |